# کنت، کمبریج‌شر
کنت (به انگلیسی: Kennett) یک روستا و محله مدنی در بریتانیا است که در کمبریج‌شر شرقی واقع شده‌است. کنت  ۳۵۳ نفر جمعیت دارد.